# Hnidînți, Varva
Hnidînți (în ucraineană Гнідинці) este o comună în raionul Varva, regiunea Cernihiv, Ucraina, formată numai din satul de reședință.

## Demografie
Componența lingvistică a comunei Hnidînți
     Ucraineană (97,33%)
     Rusă (2,48%)
     Alte limbi (0,1%)
Conform recensământului din 2001, majoritatea populației comunei Hnidînți era vorbitoare de ucraineană (97,33%), existând în minoritate și vorbitori de rusă (2,48%).